# Hosein Fatemí
Seyyed Hosein Fatemí (nacido el 10 de febrero de 1917 - asesinado el 10 de noviembre de 1954) fue un escritor, periodista y famoso político de Irán. Siendo un estrecho colaborador del primer ministro Mohammad Mosaddeq, propuso la nacionalización del petróleo y el gas iraní. 
Fatemí se desempeñó como ministro de Asuntos Exteriores de Irán desde 1951 a 1953. Después del golpe de Estado orquestado por la CIA en 1953 que derrocó al gobierno democráticamente electo de Mosaddegh, Fatemí fue arrestado, torturado y condenado por un tribunal militar de "traición a la patria contra el Sha". Fatemí fue ejecutado por fusilamiento el 10 de noviembre de 1954.